# Acció Regionalista Catalana
|  | No s'ha de confondre amb el grup integrant d'Alianza Popular. |

Acció Regionalista Catalana (ARC) fou un partit polític regionalista nordcatalà fundat el 1972 per Gilbert Grau, Josep Deloncle i Pau Roure. Es presentà a les eleccions de 1973, on va obtenir el 2% dels vots, però l'afrontament amb l'Esquerra Catalana dels Treballadors (ECT), políticament més d'esquerres, potser li va restar vots nacionalistes i finalment va desaparèixer.